# Henri-Honoré Giraud
Henri-Honoré Giraud, francoski general in politik, * 18. januar 1879, Pariz, † 13. marec 1949, Dijon.

## Življenjepis
Leta 1940 je poveljeval IX. armadi, nakar je bil ujet. 1942 je pobegnil iz nemškega ujetništva.